# 한국철도종합서비스
한국철도종합서비스(韓國鐵道綜合서비스)는 철도역사, 차량기지, 전동차 청소용역 등의 업무를 수행하기 위하여 대한민국 철도청이 설립한 주식회사였다. 철도청이 한국철도공사로 전환되면서 한국철도공사의 자회사가 되었으나 2006년 12월 향우산업이 경영권을 인수 인계하면서 민영화되었고, 이후 K종합서비스로 명칭이 변경되었다. 이전에는 경기도 시흥시 월곶동 818-1에 있었으나, 2002년부터 서울특별시 용산구 한강로3가 철도회관에 입주해 있었다.

## 연혁
- 1994년 2월 8일 철차산업주식회사 설립
- 1994년 4월      전동차 및 객차 청소용역사업 개시
- 1997년 11월      전동차 및 객차 의자정비용역사업 개시
- 1998년 8월      고속철도 궤도공사용 차량운영 및 정비용역사업 개시
- 2001년 8월      (주)한국철도종합서비스로 명칭 변경
- 2003년 12월      고속철도역사 청소용역사업 개시
- 2004년 1월      KTX수송원사업 개시
- 2004년 3월      수도권전철역사 청소용역사업 개시
- 2005년 1월      기관차 승무사업소 운전용 연료관리사업 개시
- 2006년 1월      차량사업소 기관차 전호·연료사업 개시
- 2006년 12월      (주)향우산업이 경영권 인수 인계
- 2008년 4월      (주)K종합서비스로 명칭 변경

## 같이 보기
| - 파발마 - 한국철도유통 - 한국철도개발 - 철도산업개발 - 한국철도시설산업 - 한국철도전기시스템 - 한국철도통합지원센터 | - 전국철도노동조합 - 한국철도협회 - 한국철도물류협회 - 한국철도시설협회 - 한국철도신호기술협회 - 한국철도운전기술협회 |